# كلاوس بوخه
كلاوس بوخه Klaus Poche (ولد في 18 نوفمبر 1927 في هاله – ومات في 9 يناير 2007 في كولونيا) هو أديب وسيناريست ورسام كتب ألماني.

## حياته
كان أبوه موظفا، وقد التحق بالمدرسة الشعبية والثانوية في هاله. واشترك كجندي في الجيش الألماني في الحرب العالمية الثانية ووقع في الأسر لدى القوات الألمانية في عام 1945. وبعد إطلاقه عمل في عدة مهن فعمل ممرضا ومصمم ديكور وسائق شاحنة ومعلم رسم. ثم عمل محررا بين عامي 1950 و 1954 في صحيفتي Nachtexpress و BZ am Abend البرلينيتين. تفرغ للكتابة الحرة في برلين الشرقية في ابتداء من عام 1954.
كتب كلاوس بوخ القصص القصيرة والتحقيقات الصحفية والروايات، وكان بجانب ذلك رساما للكتب. ومنذ الستينات ازداد عمل بوخه في كتابة السنياريو في السينما والتلفزيون ويحتل مساحة واسعة ضمن إنتاجه، حيث يركز على وصف الحياة اليومية وصراعاتها. وبتناوله لتلك الموضوعات فقد وضع نفسه في خلاف مع السياسة الثقافية في ألمانيا الشرقية، وازدادت تلك الهوة اتساعا في عام 1976 حين وقع مع كتاب آخرين على وثيقة احتجاج ضد نزع الجنسية من فولف بيرمان.
وفي عام 1978 انصب النقد على تمثيلية «المجتمع المغلق» Geschlossene Gesellschaft، والتي عهد إلى بوخه كتابة السيناريو لها. وفيها يتناول مشاكل إحدى الزيجات. ولم يجد بوخه ناشرا في ألمانيا الشرقية لروايته التي تحمل ملامح من سيرته الذاتية «ضيق في التنفس» Atemnot، وفيها يتناول موضوع الرقابة في ألمانيا الشرقية. واستطاع الكاتب أن ينشره في الغرب.
وكان بوخه من بين الموقعين على رسالة مفتوحة إلى إريش هونيكر، وفي تلك الرسالة يعبر الكتاب ومن بينهم شتيفان هايم عن مدى قلقهم حيال التوجه الصارم الذي تنتهجه السياسة الثقافية في ألمانيا الشرقية. وتم فصل بوخه في يونيو 1979 من اتحاد الكتاب في ألمانيا الشرقية. وفي تهاية عام 1979 حصل على إذن بالسفر إلى ألمانيا الغربية. وعمل بوخه في السنوات التالية كاتب سيناريو، وأقام في النهاية في بولهايم القريبة من كولونيا.
كان بوخه عضوا في الأكاديمية الألمانية للفنون التشكيلية وفي مركز القلم لجمهورية ألمانا الاتحادية. وقد تزوج من هيلجا بوخه التي كانت تعمل مشرفة فنية في أعمال السينما والتلفزيون.
كتب تحت أسماء مستعارة هي نيكولاس لينرت وجيورج نيكولاس.

## من أعماله
- حين يضع ماركيزٌ خططا 1965 (تحت اسم نيكولاس لينرت)
- القطار لايتوقف في حجرة الانتظار 1965
- ضيق في التنفس 1978

## روابط خارجية
- كلاوس بوخه على موقع IMDb (الإنجليزية)
- كلاوس بوخه على موقع مونزينجر (الألمانية)
- كلاوس بوخه على موقع أول موفي (الإنجليزية)
- كلاوس بوخه على موقع قاعدة بيانات الفيلم (الإنجليزية)
- كلاوس بوخه على موقع كينوبويسك (الروسية)